# Garikoitz Bravo
Garikoitz Bravo Oiarbide (* 31. Juli 1989, Lazkao, Spanien) ist ein ehemaliger spanischer Radrennfahrer.

## Sportliche Laufbahn
Nachdem Bravo 2009 bei den spanischen Zeitfahrmeisterschaften der U23 den zweiten Platz belegt hatte, erhielt er ab der Saison seinen ersten Vertrag bei einem internationalen Radsportteam, der spanischen Mannschaft Caja Rural. Im Jahr 2013 fuhr er für das UCI ProTeam Euskaltel Euskadi und konnte dort als Gesamtzehnter des UCI WorldTour-Etappenrennens Tour of Beijing seine wichtigste Platzierung erreichen.
Nach 2014 fuhr Bravo für kleine Mannschaften und konnte 2015 die Bergwertung der Vuelta a Castilla y León gewinnen. Die Vuelta a España 2018 beendete er als 116. Nach Ablauf der Saison 2021 beendete er seine Radsportlaufbahn.

## Erfolge
2015
- Bergwertung Vuelta a Castilla y León